# Stochastic indicator

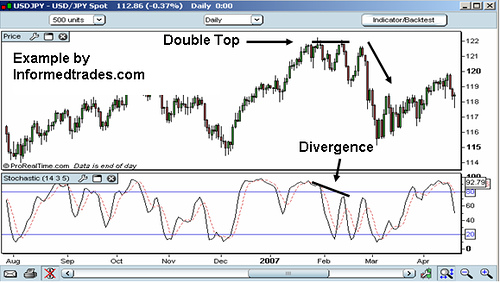
Stochastic indicator met divergentie

De stochastic indicator, ontworpen door technisch analist George Lane, bestaat uit twee oscillator-indicatoren: de %K-lijn en de %D-lijn. De berekening is gebaseerd op de veronderstelling dat de markt sterker wordt wanneer de slotkoers dicht bij de hoogste koers van de dag ligt, terwijl de markt zwakker wordt wanneer de slotkoers dicht bij de laagste koers van de dag ligt. 
Wanneer de Stochastic zich bevindt tegen het 100-niveau, duidt dit op een overbought situatie (kopersmarkt); tegen het 0-niveau duidt op een oversold situatie (verkopersmarkt).
De vorm van de Stochastic indicator kan een indicatie zijn van wat komen gaat. Een smalle en ondiepe bodemformatie van de Stochastic duidt op een niet zo sterke downtrend, die kan worden gevolgd door een sterke opwaartse beweging. Een brede, diepe bodem duidt op een sterke downtrend. Hetzelfde geldt voor de toppen van de Stochastic in een uptrend. De standaard aan- en verkoopsignalen in de vorm van de %D-%K kruisingen werken alleen goed in een zijwaarts bewegende markt.
Het puur mechanisch handelen op de Stochastic is meestal verliesgevend. Weliswaar is de hitrate (kans op winst) relatief hoog, maar de verhouding tussen winst en verlies (profit/loss) is doorgaans laag. Dit houdt in dat er veel kleine winsttrades worden geboekt, die worden tenietgedaan door een kleiner aantal grote verliestrades. 
Toch is de Stochastic een vaak gebruikte indicator onder traders. Dit dankt hij aan de goede timing (hoge hitrate). De lage profit/loss verhouding probeert men te verhogen door de exit beter te timen en de stochastic te combineren met visuele patronen. Met name onder daytraders is de combinatie met candlestick patronen populair.
Ook de visuele vorm van de Stochastic kan het e.e.a. vertellen. Hoe meer de vorm van de Stochastic een sinus benadert, des te betrouwbaarder zijn doorgaans de signalen.  Ook divergenties met de koersgrafiek kunnen goede signalen opleveren.

## Berekening
De berekening van de 5-daagse Stochastic Indicator luidt:
{\displaystyle \%K=100\times {\frac {Koers-L5}{H5-L5}}}
{\displaystyle \%D={\frac {K1+K2+K3}{3}}}
Hierin zijn H5 en L5 de hoogste en laagste koers van de afgelopen 5 dagen. %D is het 3-daags simple moving average van %K.
Signalen

De standaard aan- en verkoopsignalen van de Stochastic indicator zijn de %D-%K kruisingen. Een kruising boven de 85 (overbought niveau) is een verkoopsignaal. Een kruising onder de 15 (oversold niveau) is een aankoopsignaal.

### Double stochastic variant
De double stochastic indicator is een afgeleide van de stochastic indicator. Deze indicator is bedoeld als tool voor de z.g.n. cyclusanalyse. De indicator wordt berekend door op de %K lijn zelf nogmaals een %K berekening los te laten en vervolgens hier weer een voortschrijdend gemiddelde van te nemen (vandaar double stochastic). 
De 10 en 5 daagse instellingen van de double stochastic worden het meest gebruikt om bodems en toppen te vinden in de cycli van een koerspatroon. De indicator beweegt tussen de 0 en 100. Bij bodems staat deze indicator onder het 30 niveau, bij toppen boven de 70.